# Satz vom zureichenden Grund
Der Satz vom zureichenden Grund (lat. principium rationis sufficientis) ist in der Geschichte der Logik und der Philosophie der allgemeine Grundsatz, unterschiedlich formuliert und auch in unterschiedlicher Funktion verwendet: Jedes Sein oder Erkennen könne und/oder solle in angemessener Weise kausal auf ein anderes zurückgeführt werden.
Helmut Spinner führt das Prinzip der zureichenden Begründung bis auf Parmenides zurück. Dieser habe das Rechtsdenken in die Erkenntnistheorie eingeführt und dieses Prinzip aber nicht als Forderung der positiven Begründung, vielmehr negativ als ein Begründungs-Vermeidungsprinzip verwendet, ähnlich dem juristischen Prinzip der Beweislast-Verteilung.
In ausdrücklicher Form wurde der Grundsatz von Aristoteles aufgestellt. Spätestens seit Platon und Aristoteles wurden Kategorien der Logik in der Philosophie zu Bestimmungen einer Ontologie erhoben. Indem die Vertreter der rationalistischen Metaphysik annehmen, dass Denk- und Seinsordnung einen gemeinsamen Grund hätten, stimmen für sie Denk- und Seinsformen überein. Während sie, wie etwa Spinoza, das Verhältnis von Ursache und Wirkung auf die Grund-Folge-Beziehung zurückführten, unterschied Kant bereits früh zwischen Seinsgrund und Erkenntnisgrund. Im Anschluss an Christian August Crusius hat Immanuel Kant die Bezeichnung Satz des bestimmenden Grundes vorgezogen.

„Denn das Wort 'zureichend' ist, wie derselbe vollauf deutlich macht, zweideutig, weil nicht sofort ersichtlich ist, wie weit er zureicht; bestimmen aber heißt, so zu setzen, daß jedes Gegenteil ausgeschlossen ist, und bedeutet daher das, was mit Gewißheit ausreicht, eine Sache so und nicht anders zu begreifen.“

## Leibniz
Gottfried Wilhelm Leibniz hat den Satz vom zureichenden Grund (frz. raison suffisante) in der Monadologie, oder auch raison déterminante in der Theodizee, zu einem tragenden Prinzip seiner Philosophie erhoben. Der Satz ist neben dem Satz vom Widerspruch nach Leibniz eines der beiden Prinzipien, auf die sich menschliche Vernunftschlüsse stützen.

„Im Sinne des zureichenden Grundes finden wir, dass keine Tatsache [fait] als wahr oder existierend gelten kann und keine Aussage [Enonciation] als richtig, ohne dass es einen zureichenden Grund [raison suffisante] dafür gibt, dass es so und nicht anders ist, obwohl uns diese Gründe meistens nicht bekannt sein mögen.“

In seiner Theodizee charakterisierte Leibniz das Prinzip als „bestimmender Grund“ als eine Gesetzmäßigkeit mit Gültigkeit vor aller Erfahrung, der zufolge

„[...] nichts geschieht, ohne dass es eine Ursache [cause] oder wenigstens einen bestimmenden Grund [raison déterminante] gibt, d. h. etwas, das dazu dienen kann, a priori zu begründen, weshalb etwas eher existiert als nicht existiert und weshalb etwas gerade so als in einer anderen Weise existiert.“

Kurz gesagt: Nichts geschieht ohne Grund (lat. nihil fit sine causa; so von Cicero bis ins 17. Jh.).

## Schopenhauer
Der „Satz vom Grunde“ steht stellvertretend als gemeinsamer Oberbegriff, als gemeinschaftliche Wurzel aller Arten von Relation, wie sie in der vorgestellten Welt erscheinen. Diese Relationsbeziehungen ordnet Schopenhauer vier verschiedenen Klassen zu, in denen jeweils bestimmte Objekte auf unterschiedliche Weise aufeinander wirken, also eine unterschiedene Ausformung des Satzes vom Grunde herrscht.
Als erste Klasse fasst Schopenhauer die Klasse der „anschaulichen, vollständigen, empirischen Vorstellungen“, in denen der „Satz vom zureichenden Grunde des Werdens“ herrscht. Vereinfacht gesagt stellt diese Klasse die physikalische Ebene der Naturwissenschaft dar, in der das Prinzip von Ursache und Wirkung auftritt: Damit etwas wird, braucht es eine Ursache, welche auf es wirkt.
Die zweite Klasse dagegen umfasst die Begriffe, womit Schopenhauer die Erzeugnisse der Vernunft meint, also die Sprache. In dieser Klasse herrscht der „Satz vom zureichenden Grunde des Erkennens“. Denn abstraktes Denken, das sich in Begriffen vollzieht, operiert stets mit Urteilen, die, wenn sie wahr sind, eine Erkenntnis ausdrücken. Somit stellt die zweite Klasse der Objekte die sprachlich-formale Ebene der Vorstellungen dar, in der der Satz vom Grunde wesentlich das Verhältnis zwischen Prämissen und Schluss beschreibt bzw. zwischen Erkenntnisgrund und Folge.
Mit der dritten Klasse der Vorstellungen setzt Schopenhauer Zeit und Raum gleich. Diese sind hier in ihrer rein formalen Ausformung zu betrachten, während sie eigentlich schon in der ersten Klasse auftreten, dort jedoch in ihrer Vereinigung als materielles Produkt (Zeit vereinigt mit Raum ist für Schopenhauer gleich Materie und somit Kausalität). Zwischen den Teilen im Raum bzw. in der Zeit findet sich das Verhältnis von Lage (im Raum) und Folge (in der Zeit). Dieser Verhältnismäßigkeit, die die Grundlage allen Seins bildet, schreibt Schopenhauer den „Satz vom zureichenden Grunde des Seyns“ zu.
Schließlich nennt Schopenhauer eine letzte Klasse, deren Vorstellungen sich auf ein  einziges Objekt beziehen, nämlich auf das „Subjekt des Wollens“: Der Mensch betrachtet den inneren Vorgang des Wollens in ihm als etwas Objektives, er betrachtet sich als wollendes Subjekt. Innerhalb dieses Objektes nun herrscht wiederum Kausalität, jedoch nicht eine „äußere“ wie in der ersten Klasse, sondern eine „innere“: Der Ursache entspricht hier das Motiv und der Wirkung die Handlung. Der zugeordnete Satz ist der „Satz vom zureichenden Grunde des Handelns“.
Jeder Klasse ordnet Schopenhauer ein „subjektives Korrelat“ zu, durch welches der jeweilige Satz vom Grunde sich uns darstellt: Die erste Klasse besteht durch den Verstand, die zweite durch die Vernunft, die dritte durch die reine Sinnlichkeit und die vierte durch den inneren Sinn oder das Selbstbewusstsein.